# Rue Lapeyrère
La rue Lapeyrère est une voie du 18e arrondissement de Paris, en France.

## Situation et accès
La rue Lapeyrère est une voie publique située dans le 18e arrondissement de Paris. Elle débute au 110 ter, rue Marcadet et se termine au 115 ter, rue Ordener.

## Origine du nom
Elle porte le nom M. Lapeyrère, créateur de la voie.

## Historique
Cette rue a été ouverte en 1903 sur une ancienne folie de 1771, dite « maison de la Boule d'Or », qui était devenue la propriété de l'historien Michel de Trétaigne (1780-1865), et qui prit le nom d'« hôtel de Trétaigne ».

## Bâtiments remarquables et lieux de mémoire
En 1917 et en 1925, la claveciniste Wanda Landowska y a reçu le poète René Maria Rilke au n° 12. Photos d'Elsa Schunicke. (Martin Elste, Die Dame mit dem Cembalo, Schott 2010 p. 91-93)